# Glypta rufofasciata
Glypta rufofasciata är en stekelart som beskrevs av Cresson 1870. Glypta rufofasciata ingår i släktet Glypta och familjen brokparasitsteklar. Inga underarter finns listade i Catalogue of Life.